# Station La Fresnais
Station La Fresnais is een spoorweghalte in de Franse gemeente La Fresnais. Zij wordt bediend door treinen van het netwerk  TER Bretagne op het traject Rennes - Saint-Malo.